# Conversazioni con un killer: Il caso Gacy
Conversazioni con un killer: Il caso Gacy (Conversations with a Killer: The John Wayne Gacy Tapes) è un documentario in tre parti del 2022 diretto da Joe Berlinger sulla vita e sui crimini sessuali del serial killer statunitense John Wayne Gacy.
La docu-serie include registrazioni precedentemente inedite delle conversazioni tra Gacy e il suo avvocato.

## Trama
Des Plaines, Stati Uniti, 1978: L'imprenditore edile John Wayne Gacy è il principale sospettato della sparizione dell'adolescente quindicenne Robert Piest. Dopo una lunga e travagliata confessione, egli inizia a comportarsi in modo strano, costringendo la polizia ad affrontare sia il suo comportamento sia l'indagine in continuo mutamento. Svariati cadaveri vengono scoperti in casa sua, sepolti nelle fondamenta. Mentre l'avvocato di Gacy punta sulla difesa per infermità mentale, la polizia tenta il difficile compito di identificare ognuna delle vittime.

## Distribuzione
La mini docuserie è stata diffusa su Netflix a partire dal 20 aprile 2022.

## Episodi
| N. | Data           | Titolo                     | Regista       |
| -- | -------------- | -------------------------- | ------------- |
| 1° | 20 aprile 2022 | L'anima della festa        | Joe Berlinger |
| 2° | 20 aprile 2022 | Un segreto ben custodito   | Joe Berlinger |
| 3° | 20 aprile 2022 | Sano di mente quanto basta | Joe Berlinger |